# L'Inspecteur Harry
Pour la série de films, voir L'Inspecteur Harry.
Série L'Inspecteur Harry
Magnum Force
(1973)
Pour plus de détails, voir Fiche technique et Distribution.
L'Inspecteur Harry (Dirty Harry) est un film américain produit et réalisé par Don Siegel et sorti en 1971. Il sera suivi de quatre suites et constitue le premier volet de la série du même nom.
Clint Eastwood y joue le rôle de Harry Callahan, inspecteur de la police de San Francisco, déterminé à arrêter un meurtrier psychotique par tous les moyens.
L'Inspecteur Harry est un succès critique et commercial et est devenu un classique d'un genre de films policiers dans lequel un flic solitaire flirte sans cesse avec la limite de la légalité pour attraper les criminels.
En 2012, le film est sélectionné par le National Film Registry de la Bibliothèque du Congrès pour être conservé en raison de son « importance culturelle, historique et esthétique,, ».

## Synopsis
Alors qu'une jeune femme se baigne dans une piscine située sur un toit de San Francisco, un homme l'assassine à l'aide d'un fusil de calibre .30-06 Springfield. Chargé de l'enquête, l'inspecteur de la police de San Francisco Harry Callahan retrouve une douille usagée sur un toit situé non loin du lieu du crime et un message d'un dénommé « Scorpion ». Le message réclame une rançon, faute de laquelle le tueur en série tuera une personne par jour en commençant par « un prêtre catholique ou un nègre ».
Callahan est un flic aux méthodes expéditives, surnommé Dirty Harry (approximativement « Harry le brutal »). Pour cette nouvelle affaire, il se voit imposer une jeune recrue, Chico Gonzalez, comme partenaire. Cela irrite Callahan qui considère qu'un policier d'expérience, tel que Frank DiGeorgio, est la seule personne dont il pourrait avoir besoin, arguant que ses partenaires finissent toujours blessés voire pire.
À la suite des menaces de Scorpion, toute la police de San Francisco est en alerte. Un hélicoptère de la police parvient à déjouer sa seconde tentative de meurtre sur la personne d'un homme noir homosexuel, mais il s'échappe et, le lendemain, réussit à tuer un jeune garçon noir en tirant d'un autre toit. La police lui tend alors un piège, près de l'église de Saint-Pierre-et-Paul, sa prochaine victime devant être un prêtre catholique. Callahan et Chico, postés sur un toit en face de l'église, l'attendent et réussissent à l'empêcher d'accomplir son attentat. Malheureusement, Scorpion tue un policier dans sa fuite.
Furieux que son plan macabre ait été mis à mal, Scorpion enlève une adolescente, la viole et l'enterre vivante dans un trou hermétiquement clos. Il contacte alors la ville et demande une rançon deux fois plus élevée que la précédente, joignant une dent de la victime à son message. Il précise qu'elle doit lui être versée rapidement car sa prisonnière dispose seulement d'assez d'air jusqu'au lendemain matin à 3 heures. Le maire décide de payer la rançon et Callahan doit en assurer la livraison. Quand Harry rejoint le point de rendez-vous, Scorpion le contacte à l'aide d'un téléphone public et, via un jeu de piste ayant pour but de semer d'éventuels renforts de police, promène Callahan dans de nombreux endroits de la ville. Mais il ignore que Callahan porte un micro, ce qui permet à Chico de savoir où se rend son partenaire.
Lorsque l'inspecteur Callahan arrive enfin en face de Scorpion, ce dernier lui ordonne de lâcher son arme et l'argent puis il commence à le frapper violemment. Il lui révèle qu'il n'a pas l'intention de libérer la jeune fille, pas plus qu'il ne laissera Callahan repartir vivant. Chico, grâce au micro caché, arrive sur les lieux et une fusillade s'engage. Callahan profite de cette diversion pour planter un couteau à cran d'arrêt dans la jambe de Scorpion. Hurlant de douleur, le tueur psychopathe s'enfuit en laissant l'argent. Blessé dans la fusillade, Chico est hospitalisé, confirmant ainsi les dires de Callahan sur le danger d'être son partenaire.
Scorpion se rend ensuite dans une clinique, mais peu de temps après, le docteur qui l'a soigné est interrogé par Callahan et son nouveau partenaire, Frank DiGiorgio. Le docteur leur explique qu'il avait déjà vu Scorpion et que celui-ci travaille et vit en face de la clinique, au Kezar Stadium, situé à l'angle sud-est du Golden Gate Park. Les deux inspecteurs, pour ne pas perdre de temps, s'introduisent alors dans le stade sans attendre d'obtenir un mandat d'arrêt.
Pourchassé en pleine nuit par Callahan, Scorpion se retrouve sur la pelouse du stade. Au même moment, DiGiorgio allume les projecteurs offrant ainsi à son partenaire une vue parfaite sur le tueur en série. Callahan en profite pour tirer dans la jambe de Scorpion qui s'écroule. Mais il refuse de révéler le lieu où est enterrée l'adolescente, et supplie Callahan d'appeler une ambulance. Pour toute réponse, Callahan le torture en appuyant sur sa jambe blessée jusqu'à ce qu'il finisse par révéler où il retient la fille prisonnière. Malheureusement, lorsque la police la retrouve, elle est déjà morte. Pire, Scorpion est libéré du fait de la violation de ses droits par Callahan et de l'impossibilité de retenir comme preuve le fusil découvert chez lui (fusil qui avait pourtant bel et bien servi aux meurtres) en raison de l'absence de mandat.
Après sa libération, Scorpion est suivi en permanence par Callahan qui veut l'empêcher de tuer à nouveau. Scorpion paie alors un homme pour être lui-même frappé au visage et déclare ensuite aux médias que la police le persécute, en particulier l'inspecteur Callahan, désigné comme responsable de ses blessures au visage. Le chef de la police, sous la pression du maire, ordonne alors à Callahan de renoncer à suivre Scorpion et ce, malgré les protestations de Callahan qui affirme qu'il n'est pour rien dans ce passage à tabac.

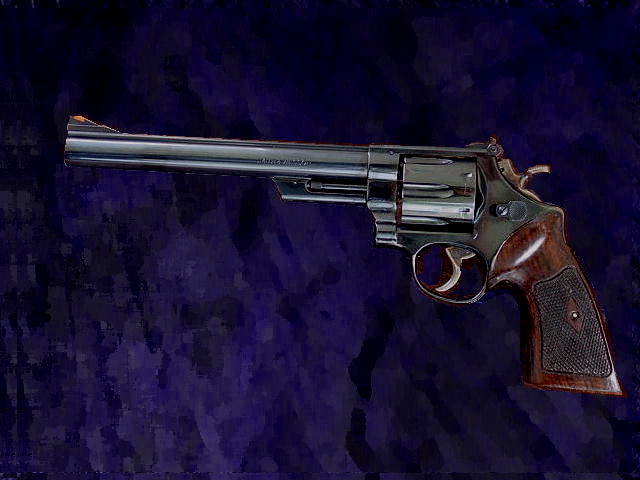
Le révolver Smith & Wesson Model 29 de L'Inspecteur Harry.

Callahan ayant temporairement abandonné sa filature, Scorpion en profite pour détourner un bus scolaire transportant des enfants. Il exige à nouveau une rançon et demande un avion privé pour quitter le pays. Pour ne prendre aucun risque, le maire insiste pour payer cette rançon. Mais Callahan décide de pourchasser Scorpion sans autorisation et parvient finalement à sauver les enfants. Il suit le tueur psychopathe jusqu'à une usine de ciment où une fusillade commence. Scorpion aperçoit alors un jeune garçon qui pêche juste à côté de l'usine et se rue vers lui pour le prendre en otage. Menaçant l'enfant, il demande à Callahan de poser son arme. Celui-ci fait mine d'obtempérer, mais au dernier moment, il fait feu. Atteint à l'épaule, Scorpion est violemment projeté en arrière par la puissance de l'impact et l'enfant en profite pour s'échapper. Callahan s'approche alors de Scorpion, qui hésite à s'emparer de son arme, tombée à côté de lui. Conscient de son hésitation, Callahan lui annonce qu'il ne se souvient plus s'il a tiré 5 ou 6 fois avec son S&W Model 29 de calibre .44 Magnum et demande à Scorpion s'il se sent en veine ou pas. De rage, Scorpion se saisit de son arme. Callahan, plus rapide, riposte et l'abat.
Callahan retire son insigne d'inspecteur de son porte-carte avant de le lancer dans l'eau.

## Fiche technique
Sauf indication contraire, les informations mentionnées dans cette section peuvent être confirmées par la base de données cinématographiques IMDb,  présente dans la section « Liens externes ».
- Titre francophone : L'Inspecteur Harry
- Titre original : Dirty Harry
- Titre de travail : Dead Right[5]
- Réalisation : Don Siegel
  - Assistant : James Fargo
- Scénario : Harry Julian Fink, Rita M. Fink et Dean Riesner, avec la participation non créditée de John Milius, d'après une histoire imaginée par Harry Julian Fink et Rita M. Fink
- Musique : Lalo Schifrin
- Directeur de la photographie : Bruce Surtees
- Décors : Dale Hennesy
- Montage : Carl Pingitore
- Production : Don Siegel
- Sociétés de production : Malpaso Productions et Warner Bros.
- Société de distribution : Warner Bros.
- Budget : 4 millions de dollars[6]
- Pays de production :  États-Unis
- Langue originale : anglais
- Format : couleur (Technicolor) - 2,35:1 - 35 mm (Panavision) - son mono
- Genre : policier, action, thriller
- Durée : 98 minutes
- Dates de sortie[5] :
  - États-Unis : 23 décembre 1971
  - France : 16 février 1972
- Classification[7] :
  - États-Unis : R
  - France[8] : interdit aux moins de 12 ans[9]
- Affiche : Bill Gold (États-Unis)

## Distribution
Sauf indication contraire, les informations mentionnées dans cette section peuvent être confirmées par la base de données cinématographiques IMDb,  présente dans la section « Liens externes ».

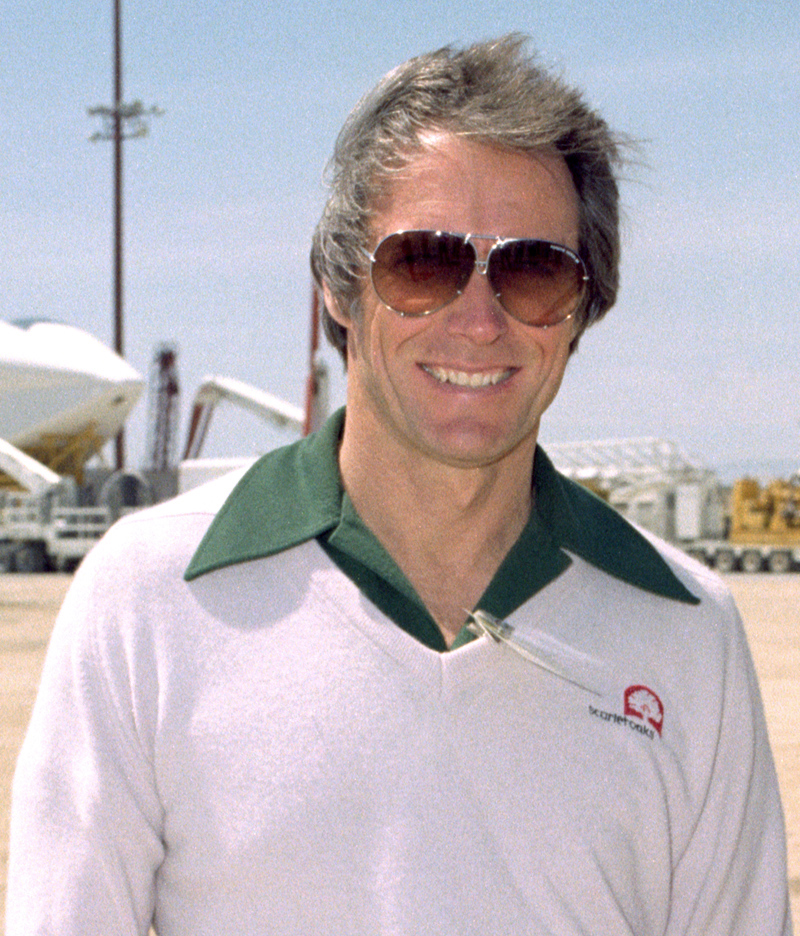
Clint Eastwood en 1981.

- Clint Eastwood (VF : Jean-Claude Michel) : l'inspecteur Harry Callahan
- Andrew Robinson (VF : Roger Coggio) : Scorpion (Scorpio en version originale)
- Harry Guardino (VF : Jacques Degor) : le lieutenant Al Bressler
- Reni Santoni (VF : Maurice Sarfati) : l'inspecteur Chico Gonzalez
- John Vernon (VF : Jean Berger) : le maire de San Francisco
- John Larch (VF : Pierre Collet) : le chef de police Paul Dacanelli
- John Mitchum (VF : Claude Bertrand) : l'inspecteur Frank DiGiorgio
- Mae Mercer : Mme Russell
- Lyn Edginton (VF : Béatrice Delfe) : Norma
- Ruth Kobart (VF : Marie Francey) : la conductrice de bus scolaire
- Woodrow Parfrey (VF : Albert Augier) : Jaffe
- Josef Sommer (VF : Pierre Trabaud) : le procureur du District Attorney Rothko
- William Paterson (VF : Jean-Henri Chambois) : le juge Bannerman
- James Nolan (VF : Raoul Delfosse) : le propriétaire de la boutique d'alcools
- Maurice Argent : Sid Kleinman, le vendeur d'écoute électronique
- Jo de Winter : Miss Willis
- Craig Kelly (VF : Serge Sauvion) : le sergent Reineke
- Don Siegel : un homme qui court dans la rue, pendant le braquage de banque / un passant marchant à côté de Harry au début du film[10] (caméo non crédité)
- Albert Popwell (VF : Bachir Touré) : le braqueur de banque blessé au sol (non crédité)
- Charles Washburn (VF : Sady Rebbot) : l'infirmier (non crédité)
- David Gilliam (VF : Eric Legrand) : Alice, le jeune homosexuel dans le parc (non crédité)
- Raymond Johnson (VF : Serge Sauvion) : le grand noir qui agresse Scorpio (non crédité)
- Kathleen O'Malley : une femme au Jaffe's Cafe (non créditée)
- Larry Duran (non crédité)

## Production

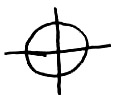
Le symbole utilisé par le Tueur du Zodiaque dans ses lettres.

### Genèse du projet
L'histoire du film s'inspire du tueur du Zodiaque qui sévit à San Francisco dès la fin des années 1960.
Le script original, écrit par le duo Harry Julian Fink / Rita M. Fink, s'intitule Dead Right. Il raconte l'histoire de Harry Callahan, un flic impassible de la police de New York, déterminé à stopper les agissement d'un tueur en série nommé Travis, et ce, par tous les moyens à sa disposition. Dans ce script, ce n'est pas Callahan qui abat Scorpio, mais un tireur d'élite de la police. Une version ultérieure voyait le récit se dérouler dans la ville de Seattle, dans l'État de Washington. Quatre autres ébauches supplémentaires seront ensuite écrites.

### Attribution des rôles
Clint Eastwood n'est pas le premier choix pour incarner Harry Callahan. En effet, le rôle a été successivement proposé à John Wayne, Robert Mitchum, Steve McQueen et Burt Lancaster.
Dans son entretien pour Playboy en 1980, George C. Scott déclare que le rôle lui avait initialement été offert, mais que la violence du script lui avait fait refuser cette offre. De fait, le producteur Jennings Lang, ne pouvant trouver d'acteur adéquat, décide de revendre les droits à ABC Television. Bien que les responsables de la chaine de télévision aient eu le souhait de le convertir en téléfilm, ce récit bien trop violent les refroidit après coup, et ils revendirent à leur tour les droits de l’œuvre à Warner Bros..
La Warner Bros. achète les droits dans l'optique que Frank Sinatra interprète le rôle-titre. Celui-ci avait 55 ans à l'époque et cela concordait avec l'âge du personnage de Callahan, ce qui faisait de Sinatra le candidat idéal. Le studio avait aussi son idée sur le futur réalisateur : ce serait Sydney Pollack ou Irvin Kershner. Mais, lorsque Sinatra dut subir une intervention chirurgicale, et par là même occasion renoncer au projet, Kershner abandonna lui aussi le projet. Le scénario arrive alors dans les mains de Clint Eastwood. Il demande à Don Siegel, qui l'avait auparavant dirigé dans Un shérif à New York, Sierra torride et Les Proies, de le mettre en scène.
Audie Murphy était pressenti pour incarner Scorpion, mais il meurt dans un accident d'avion en 1971.
Albert Popwell, qui incarne ici le braqueur de banque blessé au sol, apparaîtra dans les trois films suivants de la saga, dans des rôles différents. Ainsi il incarnera tour à tour le maquereau Gigi « Pimp » Wilson, dans Magnum Force (1973), le gangster Big Ed Mustapha dans L'inspecteur ne renonce jamais (1976) et, cette fois-ci du côté de la loi, Horace King, collègue et ami de Harry dans Le Retour de l'inspecteur Harry (1983). Il ne figure pas dans le dernier film de la série, La Dernière Cible (1988), en raison d'une incompatibilité d'emploi du temps.

### Tournage
Le tournage a lieu d'avril à juin 1971. Il se déroule principalement à San Francisco (555 California Street, hôtel de ville, station Forest Hill du Muni Métro, Golden Gate Park, Dolores Park, mont Davidson, North Beach...) ainsi que dans d'autres lieux de Californie (terminal du Golden Gate ferry à Larkspur, Greenbrae, Mill Valley et les Universal Studios).
Don Siegel a été victime de la grippe durant le tournage. Clint Eastwood le remplacera brièvement à la réalisation du film, notamment la scène dans laquelle Callahan empêche un homme de se suicider.

### Musique
Bandes originales de L'Inspecteur Harry
Magnum Force
(1973)
La musique du film est composée par Lalo Schifrin, qui reviendra sur tous les films de la saga, à l'exception de L'inspecteur ne renonce jamais.
| 1.  | Prologue / The Swimming Pool | 1:31 |
| 2.  | Main Title                   | 3:29 |
| 3.  | Harry's Hot Dog              | 2:00 |
| 4.  | No More Lies Girl            | 2:43 |
| 5.  | Scorpio's View               | 2:37 |
| 6.  | Red Light District           | 2:58 |
| 7.  | Scorpio Takes The Bait       | 3:30 |
| 8.  | The Cross                    | 0:49 |
| 9.  | Goodbye, Callahan            | 1:46 |
| 10. | The Stadium Grounds          | 0:58 |
| 11. | Floodlights                  | 1:34 |
| 12. | Dawn Discovery               | 1:01 |
| 13. | Off Duty                     | 3:15 |
| 14. | The Strip Club               | 1:46 |
| 15. | Liquor Store Holdup          | 1:21 |
| 16. | City Hall                    | 1:19 |
| 17. | The School Bus               | 2:04 |
| 18. | End Titles                   | 1:21 |

| 19. | Floodlights (Take I)                                                                         | 1:43 |
| 20. | City Hall (Alternate)                                                                        | 1:24 |
| 21. | The School Bus (Alternate)                                                                   | 2:06 |
| 22. | The Swimming Pool (Original Version) / Scorpio's View (Parts 2 And 3 - Alternate Vocal Take) | 1:41 |

## Sortie et accueil

### Critique
Le film a suscité la controverse dans la presse américaine lors de sa sortie. Il a notamment engendré des débats sur des sujets comme la Violence policière et les droits des victimes. Lors de la 44e cérémonie des Oscars, des féministes manifestent devant le Dorothy Chandler Pavilion, brandissant des banderoles portant des messages tels que « Dirty Harry est un cochon pourri »,. De plus, la performance d'Andy Robinson en tant que Scorpion était si convaincante qu'il a reçu des menaces de mort après la sortie du film,.
Jay Cocks du magazine Time plébiscite la performance de Clint Eastwood qui « donne sa meilleure performance jusqu'à présent, tendue, dure, pleine d'identification implicite avec son personnage. » Neal Gabler est également séduit par le jeu de l'acteur : « Il y a un plaisir incroyable à regarder Clint Eastwood faire ce qu'il fait, et il le fait si bien. » Roger Ebert du Chicago Sun-Times donne au film la note de 3 sur 4 et décrit un « thriller très efficace » mais dénonce des aspects du film qu'il juge « fasciste. » Gene Siskel donne la note maximale et écrit que c'est « l'un des grands thrillers policiers de l'histoire du cinéma » même s'il pense lui aussi que le message du film est « dangereux. » Dans The New York Times, Roger Greenspun écrit notamment « ce qui fait que Dirty Harry  vaut la peine d'être regardé, quelle que soit la stupidité de l'histoire, c'est le superbe sens de Siegel de la ville, non pas comme un lieu d'humeurs mais comme un théâtre d'action. » Kevin Thomas du Los Angeles Times le décrit comme « un film de haut niveau avec un attrait discret, un film après lequel vous ne vous aimerez peut-être pas parce que vous l'aimez autant que vous. » Stanley Kauffmann de The New Republic voit le film comme « dégoûtant ».

### Box-office
L'Inspecteur Harry rapporte 35 976 000 $ de recettes aux États-Unis, ce qui en est un succès commercial en comparaison de son budget de 6 millions de $.
En France, il totalise 755 540 entrées,.

### Postérité
L'Inspecteur Harry reçoit plus tard les honneurs de l'American Film Institute. En 2001, l'organisation le classe 41e du AFI's 100 Years...100 Thrills des 100 meilleurs thrillers américains. EN 2003, le personnage de Harry Callahan apparait au 17e rang du classements AFI's 100 Years... 100 Heroes and Villains. La citation « You've got to ask yourself one question: 'Do I feel lucky?' Well, do ya, punk? » (« Tu dois te poser qu'une question : est-ce que je tente ma chance, ou pas ? Alors, tu la tentes ou pas ? ») est quant à elle classée 51e du AFI's 100 Years... 100 Movie Quotes.
L'Inspecteur Harry a été nommé mais finalement non inclus dans la liste AFI's 100 Years...100 Movies ou encore AFI's 100 Years of Film Scores.

## Nomination
- Prix Edgar-Allan-Poe 1972 : meilleur film[34]

## Commentaires

### Clin d’œil
Il y a un petit clin d’œil à Kyle Eastwood, né en 1968, par un graffiti dans les couloirs de la station de métro de Forest Hill.